# Lauga
Lauga es una villa del municipio de Võru, situado en el condado de Võru, Estonia. Según el censo de 2021, tiene una población de 17 habitantes.
Está ubicada en el centro del condado, al sur de la frontera con el condado de Põlva.